# Roots Homecoming Festival
Roots Homecoming Festival ist der Name eines Festes, das zweijährlich in dem westafrikanischen Staat Gambia begangen wird.
Die Idee des Festes beruht auf den Erfolg des 1976 erschienenen Buches Roots des amerikanischen Autors Alex Haley. In dem halb-fiktiven Buch erzählt Haley seine Familiengeschichte beginnend mit der Verschleppung von Kunta Kinte in der Mitte des 18. Jahrhunderts aus dem Gambia-Tal und sein weiteres Leben sowie das seiner Nachkommen, als Sklaven in den Vereinigten Staaten. Das Fest soll nun an die Zeit der Versklavung und den Transport von Millionen Afrikaner nach Amerika erinnern. Dazu findet alle zwei Jahre, meistens im Juni, das einwöchige Fest statt. Auf diesem Fest wird ausgiebig die traditionelle gambische Kultur gepflegt und den Gästen vorgeführt. Darunter die Musik, Tänze, Kunsthandwerk und die Kunst. Neben dem Präsidenten von Gambia, der regelmäßig zugegen ist, nehmen zahlreiche Touristen aus Europa und den Vereinigten Staaten an den Aktivitäten teil. Aus Amerika kommen vor allem Afroamerikaner, die mehr über ihre eigene Vergangenheit und die afrikanische Diaspora erfahren möchten. Das Roots Homecoming Festival wird von Ministerium für Tourismus und Kultur (Department of State for Tourism and Culture) organisiert, an der Entwicklung selber war die Ministerin Susan Waffa-Ogoo maßgeblich beteiligt.
Das Festival fand erstmals zwei Jahre nach dem Militärputsch von 1994 im Mai 1996 statt. Im Februar 2011 findet das Festival zum zehnten Mal statt.